# John Bagley
John Edward "Bags" Bagley (Bridgeport, Connecticut, 23 de abril de 1960) es un exjugador de baloncesto estadounidense que disputó 11 temporadas en la NBA. Con 1,83 metros de altura, jugaba en la posición de base.

## Trayectoria deportiva

### Universidad
Jugó durante tres temporadas en los Eagles del Boston College, en las que promedió 17,9 puntos, 3,6 rebotes y 3,2 asistencias por partido, siendo el primer eagle en ser elegido como Jugador del año de la Big East Conference, en 1981.

### Profesional
Fue elegido en la duodécima posición del Draft de la NBA de 1982 por Cleveland Cavaliers, con los que firmó un contrato por 3 temporadas. Jugó durante 5 años con los Cavs, con los que 11,7 puntos y 9,4 asistencias por partido. Antes de comenzar la temporada 1987-88 fue traspasado a New Jersey Nets junto con Keith Lee a cambio de Darryl Dawkins. Tras dos temporadas fue traspasado a Boston Celtics a cambio de dos elecciones en futuros drafts, donde permaneció 3 temporadas, perdiéndose una casi por completo a causa de una lesión. Jugó posteriormente en la Continental Basketball Association, en los Columbus Horizon y los Rochester Renegade, fichando por los Atlanta Hawks en 1993, quienes lo cortaron tras jugar sólo 3 partidos.
En 11 temporadas en la NBA promedió 8,7 puntos y 6,0 asistencias por partido.  

## Estadísticas de su carrera en la NBA

### Temporada regular
| Año     | Equipo     | PJ  | PT  | MPP  | %TC  | %3P  | %TL   | RPP | APP | ROB | TPP | PPP  |
| ------- | ---------- | --- | --- | ---- | ---- | ---- | ----- | --- | --- | --- | --- | ---- |
| 1982-83 | Cleveland  | 68  | 3   | 14.6 | .432 | .000 | .762  | 1.4 | 2.5 | 0.8 | 0.1 | 5.7  |
| 1983-84 | Cleveland  | 76  | 19  | 22.5 | .423 | .118 | .793  | 2.1 | 4.4 | 1.0 | 0.1 | 8.9  |
| 1984-85 | Cleveland  | 81  | 65  | 29.6 | .488 | .115 | .749  | 3.6 | 8.6 | 1.6 | 0.1 | 9.9  |
| 1985-86 | Cleveland  | 78  | 77  | 31.7 | .423 | .243 | .791  | 3.5 | 9.4 | 1.6 | 0.1 | 11.7 |
| 1986-87 | Cleveland  | 72  | 67  | 30.3 | .426 | .301 | .831  | 3.5 | 5.3 | 1.3 | 0.1 | 10.7 |
| 1987-88 | New Jersey | 82  | 74  | 33.8 | .439 | .292 | .822  | 3.1 | 5.8 | 1.3 | 0.1 | 12.0 |
| 1988-89 | New Jersey | 68  | 20  | 24.1 | .416 | .204 | .724  | 2.1 | 5.8 | 1.1 | 0.1 | 7.4  |
| 1989-90 | Boston     | 54  | 17  | 20.3 | .459 | .056 | .744  | 1.6 | 5.5 | 0.7 | 0.1 | 4.3  |
| 1991-92 | Boston     | 73  | 59  | 23.9 | .441 | .238 | .716  | 2.2 | 6.6 | 0.8 | 0.1 | 7.2  |
| 1992-93 | Boston     | 10  | 0   | 9.7  | .360 | .000 | .833  | 0.7 | 2.0 | 0.2 | 0.0 | 2.3  |
| 1993-94 | Atlanta    | 3   | 0   | 4.3  | .000 | –    | 1.000 | 0.3 | 1.0 | 0.0 | 0.0 | 0.7  |
| Total   | Total      | 665 | 401 | 25.7 | .437 | .241 | .779  | 2.6 | 6.0 | 1.1 | 0.1 | 8.7  |

### Playoffs
| Año   | Equipo    | PJ | PT | MPP  | %TC  | %3P  | %TL  | RPP | APP  | ROB | TPP | PPP  |
| ----- | --------- | -- | -- | ---- | ---- | ---- | ---- | --- | ---- | --- | --- | ---- |
| 1985  | Cleveland | 4  | 4  | 42.0 | .393 | .000 | .700 | 4.0 | 10.0 | 2.5 | 0.0 | 12.8 |
| 1990  | Boston    | 5  | 0  | 14.0 | .533 | .000 | .750 | 0.8 | 3.4  | 0.8 | 0.2 | 3.8  |
| 1992  | Boston    | 10 | 10 | 30.8 | .442 | .250 | .703 | 2.7 | 8.5  | 0.9 | 0.1 | 11.1 |
| Total | Total     | 19 | 14 | 28.7 | .434 | .125 | .706 | 2.5 | 7.5  | 1.2 | 0.1 | 9.5  |